# H1N1

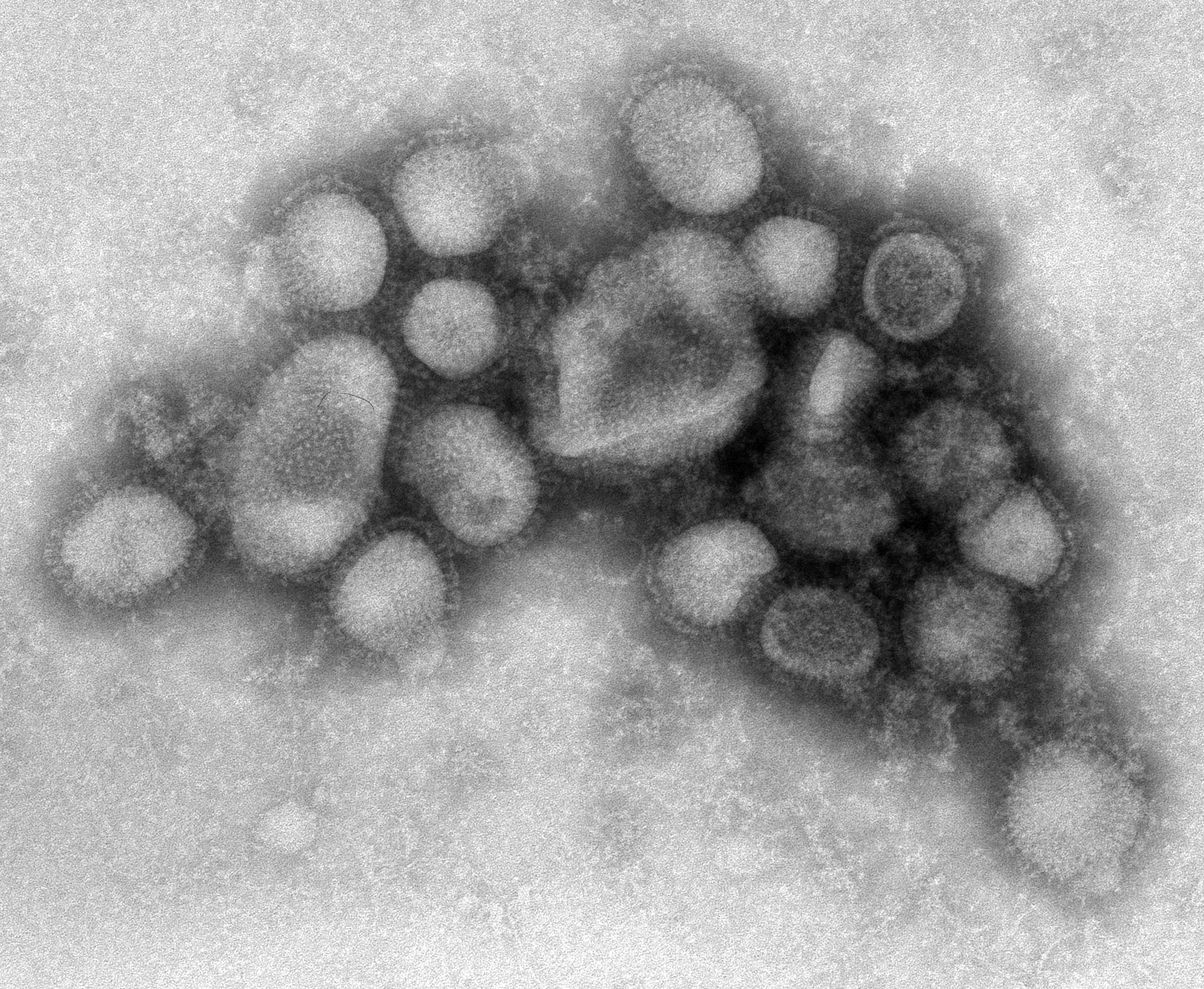
Microscopía electrònica del virus H1N1

La grip H1N1 o H1N1 humana és un subtipus d'Influenzavirus tipus A del virus de la grip, pertanyent a la família dels Orthomyxoviridae.
El H1N1 ha mutat en diversos subtipus que inclouen la grip espanyola (extinta en la vida silvestre), la grip porcina, la grip aviària i la grip bovina. La soca manté la seva circulació després d'haver estat reintroduïda en la població humana en la dècada de 1970.

## Història
Es considera que el reservori natural predominant dels virus de la grip són les aus aquàtiques salvatges. Probablement els subtipus del virus de la grip A van divergir fa 2.000 anys. S'ha estimat que els virus de la grip A i B van divergir d'un únic avantpassat fa uns 4.000 anys, mentre que l'avantpassat dels virus de la grip A i B i l'avantpassat del virus de la grip C van divergir d'un avantpassat comú fa uns 8.000 anys.
Els brots de malalties similars a la grip es poden trobar al llarg de la història documentada. El primer registre probable és d'Hipòcrates sobre el 412 aC. L'historiador Fujikawa va enumerar 46 epidèmies de malalties similars a la grip al Japó entre 862 i 1868.  A Europa ia Amèrica es van registrar diverses epidèmies durant l'Edat Mitjana i fins a finals del segle XIX.
El 1918-1919 es va produir la primera pandèmia de grip del segle xx, coneguda generalment com la "grip espanyola", que va causar entre 20 i 50 milions de morts a tot el món. Ara se sap que l'origen va ser causat per un subtipus H1N1 immunològicament nou de la grip A. La següent pandèmia va tenir lloc l'any 1957, la "grip asiàtica", que va ser causada per un subtipus H2N2 del virus en el qual els segments del genoma que codificaven per HA i NA semblaven haver derivat de soques de grip aviària per reassortiment, mentre que la resta de el genoma derivava del virus de 1918. La pandèmia de 1968 ("grip de Hong Kong") va ser causada per un subtipus H3N2 en el qual el segment NA es derivava del virus de 1957, mentre que el segment HA havia estat reagrupat a partir d'una soca de grip aviària.
Al segle XXI, una soca de grip H1N1, des de llavors titulada H1N1pdm09, que era antigènicament molt diferent de les soques H1N1 anteriors, va provocar una pandèmia el 2009. A causa de la seva gran semblança amb algunes soques que circulaven en porcs, es va conèixer com a "grip porcina" o Pandèmia de grip per A(H1N1) de 2009
El virus de la grip A continua circulant i evolucionant en els ocells i els porcs. Gairebé totes les combinacions possibles d'H (1 a 16) i N (1 a 11) s'han aïllat dels ocells salvatges. Des del juny de 2024, dues soques d'IAV especialment virulentes - H5N1 i H7N9 - són predominants a les poblacions d'ocells salvatges. Aquests sovint causen brots a les aviram, amb infeccions ocasionals en éssers humans que estan en contacte estret amb les aus de granja.
La situació registrada per l'OMS el 14 de juny de 2009 és de 29.669 casos confirmats de grip provocada per la nova soca del virus H1N1 i centenars de casos mortals en total a escala mundial. Fent un seguiment diari de les últimes dades publicades per l'OMS, el nombre de pacients declarats es dobla cada dia en diferents països.

## Nomenclatura
Tots els Influenzavirus tipus A estan categoritzats d'acord amb les dues proteïnes que es troben a la superfície del virus: Hemaglutinina (H) i neuraminidasa (N). Tots els virus d'influença contenen hemaglutinina i neuraminidasa, però l'estructura de les proteïnes difereix de soca a soca a causa d'una ràpida mutació genètica en el genoma viral. Les soques del virus Influença A tenen assignades una nomenclatura basada en l'estructura "H-Número" i "N-Número" segons quines variants d'aquestes dues proteïnes contenen. Hi ha 16 subtipus "H" i 9 subtipus "N" coneguts en aus, però només 3 "H" i 2 "N" es troben en general en humans.

## Fisiopatologia
Els virus d'influença s'enllacen mitjançant hemaglutinina en residus de sucres d'àcid siàlic en les superfícies de les cèl·lules epitelials; típicament al nas, gola i pulmons de mamífers o en l'intestí de les aus.

### Simptomatologia
En la majoria dels casos, la infecció pel subtipus H1N1 es manifesta de forma similar i amb símptomes clàssics a qualsevol altre cas d'infecció per grip comuna (influença de tipus A), com ara augment de secreció nasal, tos, mal de coll, febre alta (més de 38 °C), malestar general, pèrdua de la gana, dolor en els músculs, dolor en les articulacions, vòmits, diarrea i, en casos de mala evolució, desorientació i pèrdua de consciència. La diferència radica en el fet que el subtipus H1N1 és capaç d'expressar-se ocasionalment de manera mortífera, encara que aquests casos són estadísticament regulars (ronden el 45% aproximadament del total d'afectats). Sempre hi haurà un subgrup de persones en què la infecció pel subtipus H1N1 es manifesta més agressivament (a causa d'un sistema immunitari suprimit) i en el qual s'arriba a contreure pneumònia, la mortalitat arriba a quotes significatives. Es van confirmar 18.500 morts causades per la pandèmia de 2009 A H1N1 durant el període d'abril de 2009 a agost de 2010.
Almenys 900 casos mortals han ocorregut a Europa i Amèrica per la pandèmia d'una nova soca de H1N1, i 100 morts més a Mèxic encara no estan oficialment confirmades com a casos d'influença H1N1. La situació al 14 juny 2009 registrada per l'OMS és de 29.669 casos confirmats de grip provocada per la nova soca del virus H1N1 i centenars de casos mortals en total a escala mundial. Fent un seguiment diari de les últimes dades publicades per l'OMS, el nombre de pacients declarats es dobla cada dia en diferents països.

### Grups de població més vulnerables

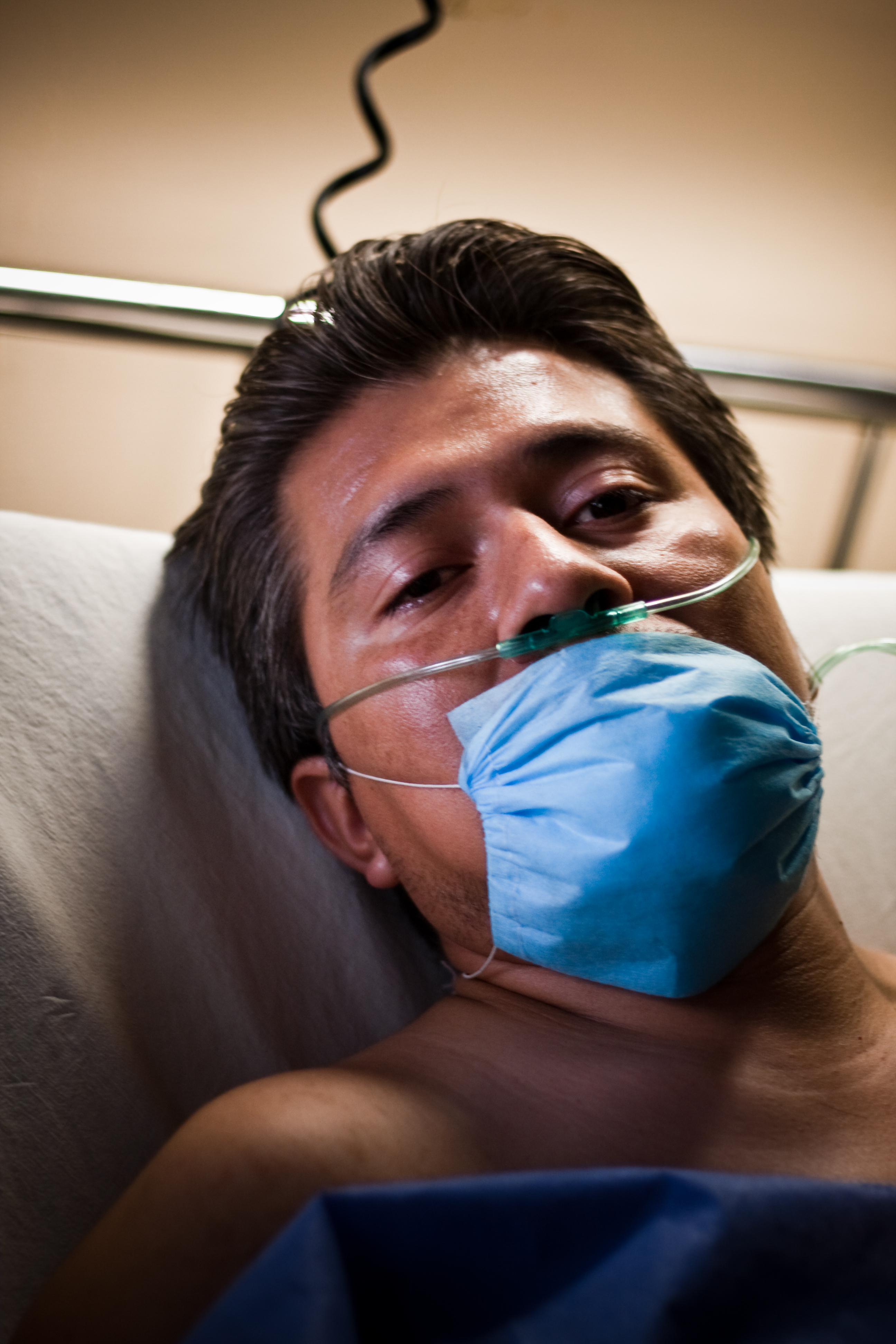
Víctima del virus H1N1

Entre els grups poblacionals més vulnerables a la influença tipus A subtipus H1N1 es troben:
- En general, persones en els extrems de vida com nens entre 6 mesos a 2 anys i adults majors de 65 anys.
- Pacients amb afeccions cròniques dels sistemes pulmonar i cardiovascular.
- Pacients amb malalties metabòliques i insuficiència renal.
- Nens o adolescents que estan sota teràpia prolongada amb àcid acetilsalicílic (aspirina).
- Pacients immunodeficients o sota tractament immunosupressor.
- Embarassades que estiguin cursant el seu 2n-3r trimestre de gestació.
- Nens en estat de risc com ara nascuts prematurs, especialment aquells amb pes menor a 1.500 grams.